# Adolfo Carrasco y Sáyz
Adolfo Carrasco de la Torre y Saiz del Campo (Guadalajara, 22 de marzo de 1830 - Madrid, 25 de marzo de 1906), también conocido como Adolfo Carrasco y Sáyz, fue un militar e historiador español.

## Biografía
Ingresó en el Real Colegio de Artillería en 1846 y fue promovido a teniente de Artillería en 1850. Alcanzó el rango de capitán en 1854, fue profesor de Química en el Colegio de Artillería de Segovia (1855). Sudirector del Museo de Artillería, fue Coronel destinado en la Junta de Torpedos creada en San Fernando (Cádiz). Fue miembro de la Junta Facultativa de Artillería, de la Superior Consultiva de la Guerra. Comandante general subinspector de artillería en Extremadura. Jefe de sección del Ministerio de la Guerra (1895-1897) y en último término alcanzó el grado de general de división cuando pasó a la reserva activa. Ha sido descrito por Pasamar Alzuria —junto a José Gómez de Arteche, Francisco Barado, Adolfo Herrera y Julián Suárez Inclán— como uno de los «historiadores liberales militares de la Restauración».
En el apartado civil, fue nombrado en 1868 cronista de la ciudad de Segovia. Como fecundo escritor, fue nombrado miembro de la Real Academia de la Historia, con la medalla 1, en sustitución del geógrafo Francisco Coello, desde el 18 de noviembre de 1898 en que fue elegido hasta su muerte. Se le ha atribuido una ideología liberal conservadora. Fue autor de obras como Memoria histórico-descriptiva acerca del Museo de Artillería, Reseña cronológica, Historia del Colegio de Artillería, Apuntes bibliográficos artilleros, Icono-biografía del generalato español, Once lecciones sobre física, química y metalurgia, Los ingredientes de la pólvora o Nociones sobre el análisis cualitativo de los gases, Catálogo de los recuerdos históricos existentes en el Museo de Artillería (1898), Reseña de la prensa periódica militar (1898), Icono-biografía del generalato español (1901), Índice general del Memorial de Artillería o La artillería en la prensa periódica militar española durante el siglo XIX (1905). Fue director durante muchos años del Memorial de Artillería.

## Obras
- Memoria histórico-descriptiva acerca del Museo de Artillería
- Reseña cronológica
- Historia del Colegio de Artillería
- Apuntes bibliográficos artilleros
- Once lecciones sobre física, química y metalurgia
- Los ingredientes de la pólvora
- Nociones sobre el análisis cualitativo de los gases
- "La discordia en los estados políticos", en VV. AA., Discursos leídos ante la Real Academia de la Historia en la receptción pública del Exm. Sr. Don... el 1 de julio de 1900, Madrid: Imprenta del Cuerpo de Artillería, 1900.
- Catálogo de los recuerdos históricos existentes en el Museo de Artillería, Madrid: Imprenta del Cuerpo de Artillería, 1898.
- Reseña de la prensa periódica militar, Barcelona: Imp. a cargo de Fidel Giró, 1898.
- Icono-biografía del generalato español, Madrid: Imp. del Cuerpo de Artillería, 1901.
- Índice general del Memorial de Artillería
- La artillería en la prensa periódica militar española durante el siglo XIX, Madrid, 1905.